# 운명의 힘

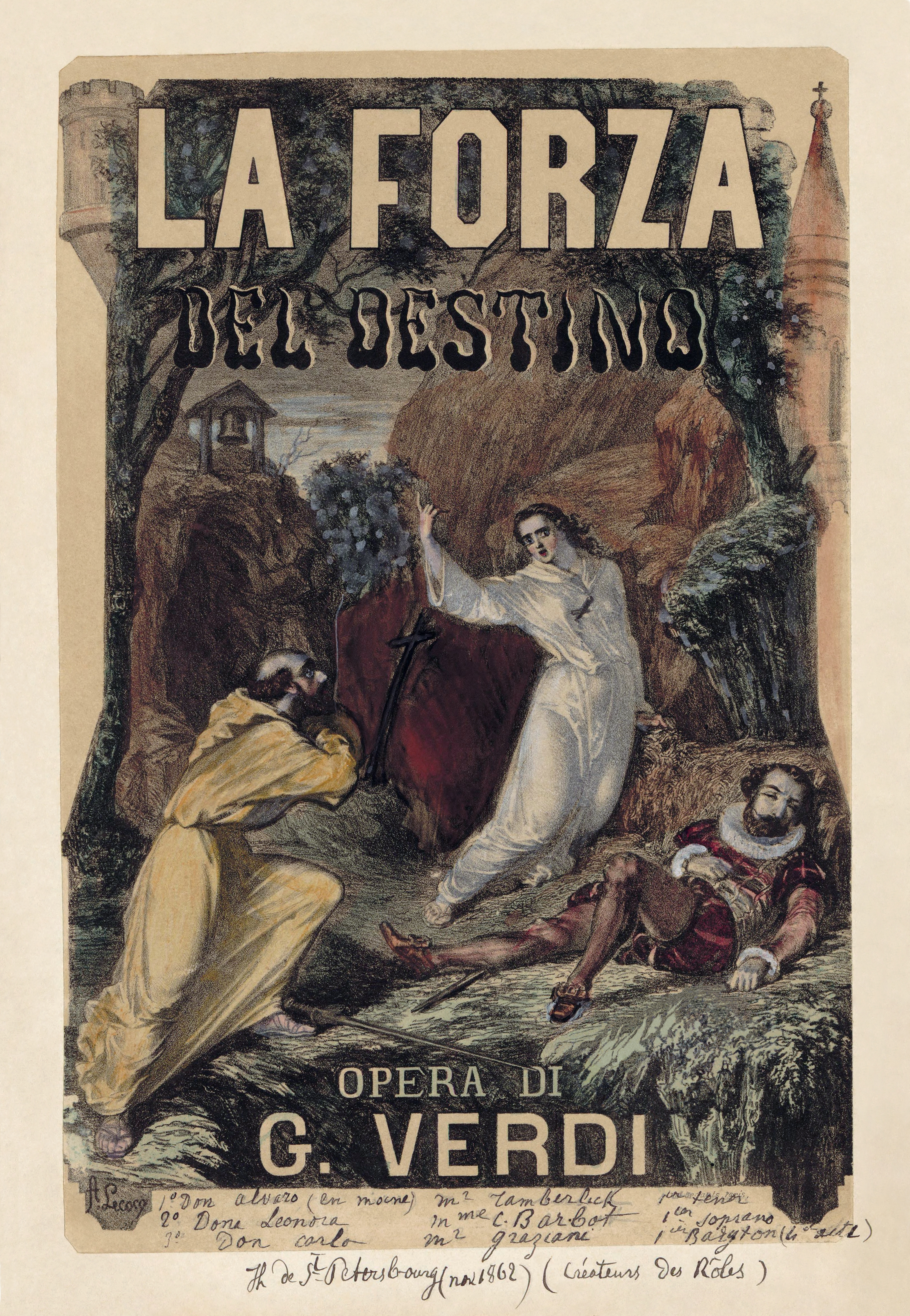

운명의 힘(이탈리아어: La forza del destino)은 주세페 베르디가 작곡한 4막의 오페라다. 대본은 프란체스코 마리아 피아베가 Ángel de Saavedra, Duke of Rivas의 스페인 드라마 "Don Alvaro o La Fuerza de Sino" (1835)를 기초로, 프리드리히 실러의 "Wallensteins Lager"의 장면을 각색하여, 대본을 작성하였다. 1862년 11월 10일, 러시아의 상트페테르부르크, 볼쇼이 카메니 극장에서 처음으로 공연되었다. 검열 등의 문제로 몇번의 수정을 거친 뒤, 1863년 "돈 알바로"라는 이름으로 로마와 마드리드(이 공연에서 원극의 작가가 관람하였다)에서 공연되었다. 곧바로 뒤이어 오페라는 뉴욕(1865년), 부에노스아이레스(1866년), 런던(1867년)에서 순회 공연을 가졌다.
베르디는 안토니오 기슬란조니의 첨가를 더해 다시 작품을 수정한 후, 1869년 2월 27일 밀라노의 라 스칼라 극장에서 이 개정판을 처음으로 공연되었다. 이 개정판이 현재 일반적인 공연 판본이 되었다. 운명의 힘은 현재 주요한 오페라 상연 목록 중 하나가 되었고, 정기적으로 상연된다.

## 등장인물
- 주요 인물

돈 알바로 - 레오노라의 애인 테너
돈나 레오노라 - 소프라노
돈 카를로 - 레오노라의 오빠 바리톤
칼라트라바 후작 - 레오노라의 아버지 베이스
프레지오실라 - 집시 여인 메조소프라노
구아르디아노 - 수도원장 베이스
- 기타

쿠라 - 레오노라의 하녀 메조소프라노
프라 멜리토네 - 수도사, 바리톤
트라부코 - 노새 마부 테너
외과 의사 테너
촌장 베이스

## 줄거리
1850년 경 에스파냐와 이탈리아
칼라트라바 후작의 딸 레오노라와 그의 애인 돈 알바로는 몰래 도망갈 계획을 세운다. 이는 후작에게 발각되나, 돈 알바로는 총기 오발로 후작을 죽이게 된다. 둘은 따로 갈라져 도망치고, 이에 레오노라의 오빠인 돈 카를로는 아버지의 복수를 위해 이 둘의 행방을 쫓는다. 레오노라는 먼 친척인 수도원장을 찾아가 도움을 요청하여 은신한다. 한편, 돈 카를로는 이름을 바꾸고 전쟁터에서 활약하다, 돈 알바로를 만나, 서로의 원래 정체를 모른 채 친구가 되나, 돈 알바로가 총을 맞고 중상을 입으며, 돈 카를로에게 부탁을 한다. 그의 편지 속에 섞여있던 레오노라의 초상화를 보고, 그의 정체를 알고 결투를 신청한다. 그러나 이는 곧 제지가 되고, 돈 알바로는 속세를 등지고, 수도사 수행을 한다. 그러나 돈 카를로는 그를 다시 찾아내, 레오노라가 은신하던 동굴 근처에서 결투를 벌인다. 레오노라는 비명 소리를 듣고, 오빠와 예전의 애인을 극적으로 재회하나, 돈 카를로는 칼에 찔려 중상을 입었다. 돈 카를로는 혼신의 힘을 다해, 들고 있던 칼로 레오노라를 찌르고 죽는다. 돈 알바로는 자신의 운명을 저주하자, 수도원장은 위로를 한다. 레오노라는 돈 알바로에게 회개하면 하늘에서 용서받을 것이라 그를 안심시키고, 곧 숨을 거둔다.

## 유명한 아리아
- 신이여 평화를 주옵소서 Pace, Pace, mio Dio
- Solenne in quest'ora
- 자애로운 성모여 La Vergine degli angeli
- Urna Fatale